# 石狩市立花川南小学校
石狩市立花川南小学校（いしかりしりつはなかわみなみしょうがっこう）は、北海道石狩市花川南6条に所在する公立小学校。

## 沿革
1980年11月に開校準備委員会が設置され、1981年3月、校舎新築工事（普通教室15、特別教室8など）が完成した。4月1日に南線小学校（南線小の児童462名が移籍）から分離し、「石狩市立花川南小学校」（596名、16学級）が開校。1984年12月に校舎増築工事（普通教室6、特別教室4など）が完成し、1989年4月、児童数が増加していき最多の979名（26学級）となり、12月に児童増加に対応するため校舎増築工事（普通教室2、特別教室2など）が完成した。
年表
- 1980年（昭和55年）- 開校準備委員会を設置[1]。
- 1981年（昭和56年）- 校章制定[注 1]、校舎完成、石狩町立花川南小学校が開校、体育館完成、校歌制定[1]。
- 1982年（昭和57年）- 学校教育目標を制定[1]。
- 1983年（昭和58年）- プール完成[1]。
- 1984年（昭和59年）- 校舎増築工事完了[1]。
- 1985年（昭和60年）- 校庭整備一期事業完成[1]。
- 1986年（昭和61年）- 校庭整備二期事業完成[1]。
- 1989年（平成元年）- 校舎増築工事完了[3]。
- 1996年（平成8年）- 市制施行により石狩市立花川南小学校に改称[3]。
- 2002年（平成14年）- 特殊学級新設、学校教育目標を改訂[3]。
- 2003年（平成15年）- プール改築工事完了[3]。
- 2015年（平成27年）- 校舎・体育館大規模改修工事完了[3]。

## 教育目標
たくましく 生きる 南小の子

## 通学区域
通学区域は以下の通り。
- 花川南5条3丁目 - 6丁目
- 花川南6条3丁目 - 5丁目
- 花川南7条1丁目 - 5丁目
- 花川南8条1丁目 - 5丁目
- 花川南9条1丁目 - 5丁目
- 花川南10条1丁目 - 4丁目

## 進学先中学校
- 石狩市立花川南中学校

## 交通アクセス
- 北海道中央バス （16・麻15・麻16）花畔団地線「花川南6条5丁目」停留所下車、徒歩1分[6]。